# 山岸愛梨
山岸 愛梨（やまぎし あいり、1987年〈昭和62年〉6月9日 - ）は、日本の気象キャスター、気象予報士、声優、ラジオパーソナリティ。埼玉県出身。文化女子大学短期大学部卒業。ウェザーニューズ所属。愛称は、あいりん、ぎーちゃん。

## 略歴

### 芸能界入り
- 2005年
  - 4月から1年間放映された『女優開発プロジェクト ××プロ』（テレビ朝日）の女優の卵（メメプロメンバー）の1人として出演[6]。視聴者投票でメメプロメンバー人気ランキング「モバイバル」の第1回No.1に選ばれる。12月10日に公開された『ザスーラ』日本語吹き替え版の番組内オーディションの結果、主人公兄弟の姉・リサ役を得る。声優デビュー。
- 2006年
  - 3月12日『××プロ』終了。
  - 9月27日からジェイ・クリップに正式所属[7]。所属後の初仕事は河合塾のウェブ限定CM。
- 2007年
  - 5月29日から自身のブログ「やまぎしあいりとメロンパン♪」を始める。
  - 10月3日から2008年4月2日まで放送された地上デジタル音声放送番組『山岸愛梨の超ラジ!Rookie』（超!A&G+）で初DJを担当する[注釈 1]。
  - 最終回1週前にルーキーズで演じたラジオドラマが各曜日全4回放送し、2008年3月30日に東京国際アニメフェアで「超ラジ!Rookie解散式」で一日限定ユニット“SAY-U”として歌った。

### ウェザーニュースキャスター
- 2008年
  - 8月22日、第10期ウェザーニューズお天気キャスターオーディションで、自作の紙芝居を披露して2位で合格した。
  - 9月1日からランキング1位の石神陽子との“アスリートコンビ”で「おは天」関東地区担当のお天気キャスターを12月31日まで務める[注釈 2]。
- 2009年
  - 4月27日に放映開始した24時間ライブ気象情報番組「SOLiVE24」のキャスターに起用され、SOLiVE MorningやSOLiVE Afternoon等の番組にレギュラー出演。
  - 10月からSOLiVE ムーン土曜日を担当。
- 2010年
  - 4月からSOLiVE ムーン水、木、金、土、日曜日を担当。
  - 4月5日「Weathernews LiVE」のゲストゾーン「バシの部屋」に出演。自身の学生時代からのエピソードなどを詳しく語る。
  - 8月2日から「やまぎしあいりとメロンパン」としてブログがオフィシャル化される。
  - 12月14日、マドモアゼルアイリーン初登場。
  - 12月19日、ソラトモパーティー2010総合司会を務める。
  - 12月20日に日本テレビ系列（NNN・NNS）30局で放送された『不可思議探偵団 衝撃の2時間! 世界マル秘禁断エリア潜入SP』にVTR出演[6]。小森純に『Weathernews Update』の説明などした[注釈 3]。
- 2011年
  - 1月14日「Weathernews LiVE」のゲストゾーンに出演。近況について語る[8][9]。
  - 7月1日から7月17日にJR山手線で走行した「山手線デジタル放送トレイン」で[10] SOLiVE24のポスターの表紙を飾る[注釈 4][11]。
  - 8月、ファンコミュニティーサイト「山岸愛梨グルっぽ」開設。
  - 12月24日、ソラトモパーティー2011に山岸キャスターとマドモアゼルアイリーンの両名が登場する。
  - 12月24日・12月25日、トレインチャンネルに山岸キャスターがサンタ姿で登場（トレインジャック）。
- 2012年
  - 2012年3月25日、FMヨコハマ WE LOVE SHONAN 夕日情報 最終回
  - 4月24日から1週間、銀座バートックギャラリーのグループ絵画展「絵本散歩道」に出展[12]。
  - 9月4日から1週間、銀座バートックギャラリーのグループ絵画展「美人展」に出展[13]。
  - 10月からSOLiVE ムーン木、金、土、日曜日、及びSOLiVE ナイト水曜日を担当。
  - 11月からニコニコ生放送（ニコ生）「お天気お姉さんがニコ生やってみた」木・金曜日を担当。
  - 12月7日、ソラトモパーティー2012に山岸キャスターとWEATHEROID Type A Airiの両名が登場する。
- 2014年
  - アストロアーツの星ナビ2014年8月号で表紙を飾る。
  - 7月19日・7月20日、ニコニコ23時間テレビのお天気キャスターを担当。
  - 12月31日、SOLiVE24年末特番で、結婚を報告した[14]。
- 2020年
  - 10月5日、Twitter で気象予報士試験に合格したことを発表した[15]。
- 2021年
  - 1月29日、長年のファンであるももいろクローバーZとウェザーニュースLiVE生放送で共演する（『月色Chainon』発売記念生配信『ももクロと満月を見ようZ』）[16]。
  - 8月24日、テレビ朝日「林修の今でしょ!講座2時間SP」に出演、ゲリラ雷雨予測・1kｍメッシュ天気予報・ARお天気シミュレーター・ハザードマップについて説明した[17]。
- 2025年
  - 3月6日、東京メトロポリタンテレビジョン（TOKYO MX）『5時に夢中!』とのコラボレーション番組『5時に夢中!スピンオフ特番 ミルクにモ～夢中! TOKYO MX×ウェザーニュース×高嶺のなでしこ』（中央酪農会議協賛）に出演。フリーアナウンサーの大島由香里及びアイドルグループの高嶺のなでしこと共演する予定[18][19]。

## 人物
- 絵を描くことを特技とする[20]。
- メロンパンが好物である[21][信頼性要検証]。
- 視聴者から送られるコメントの絵文字は「おにぎり」である。2021年に放送されたニコ生のコメントで、おにぎりの絵文字を頭に載せられることを山岸が必死で避けたために定着した[22]。
- 猫の「おもち」「とろろ」と犬の「ちくわ亅を飼っている[23]。
- 宙ガールの1人である[要出典]。
- アニメや漫画を好む[要出典]。
- 足のサイズは23.5cm。
- コンタクトの度数は右1.75、左1.5(2024年9月25日イブニングおかえりメールより)。
- 取材の前にWikipediaで自分のプロフィールを確認している(2024年9月25日イブニング)。

### 資格等
- 防災士[24]
- 星空案内人[25]
- 気象予報士[15]
- 花火鑑賞士[26]

## 出演番組

### 現在
- ウェザーニュースLiVE

### 過去
- おは天（2008年9月1日 - 12月31日、ウェザーニューズ）※関東地区担当
- SOLiVE24 各番組
- SOLiVE Morning（2009年5月1日 - 2010年4月、SOLiVE24）※BSデジタル910ch、tvkでも同時放送
- ソラマド サンセット（2009年5月1日 - 2010年4月、SOLiVE24）木・金曜日
- SOLiVE サンシャイン
- SOLiVE コーヒータイム
- SOLiVE アフタヌーン
- SOLiVE イブニング
- SOLiVE ムーン（2010年4月5日 - 2018年4月15日）キャスター　金 - 日曜日[注釈 5]
- SOLiVE ナイト（2012年9月24日 - 2017年10月31日）WEATHEROID Type A Airiの中の人として　木曜日

### その他
- ニコニコ生放送お天気お姉さんがニコ生やってみた[27][出典無効]
- ウェザーロイド天気

## 現在公開中の出演作品

### ソラウタ
- ソラトモ～空を見上げて
- カイト
- 青 「主演」
- ALL FOR ONE
- Winter Kiss
- 雨と空言

### ソラウタMVを作ろう素材
- エビデイ エビナイ -ソラウタVer-

## 過去の出演作品

### 映画
- タッチ（2005年9月10日公開、東宝） ※エキストラ出演

### PV
- 「ソラトモ～空を見上げて」ユンナ（2010年7月20日）
- 「青」見田村千晴（2011年6月15日）

### 洋画吹き替え
- ザスーラ（2005年12月10日公開、アメリカ） - リサ（演：クリステン・スチュワート）役

### CM
- 河合塾Web限定「あの頃があったから、今の私がある。」篇（2006年配信）
- アサヒフードアンドヘルスケア「ディアナチュラ・ユーザー」篇（2008年2月）
- 読売新聞 映画館篇（2008年3月）
- Xbox 360（2009年）ナレーション

### テレビ番組
- 中島由貴とミライアカリの女子会ですが（2022年3月5日・3月19日、BS日テレ）※ゲスト出演[28]
- ハロー♪宇宙天気予報（2023年3月29日・30日、BS12 トゥエルビ）[29]

### ラジオ番組
- 山岸愛梨の超ラジ!Rookie（2007年10月3日 - 2008年4月2日、超!A&G+）
- 超ラジ!Rookieスペシャル! ～GRATITUDE～（2008年10月18日、超!A&G+）
- 超ラジ!Rookieスペシャル! ～GRATIUDE～（2009年3月20日、超!A&G+）
- WE LOVE SHONAN～Our native Shore～ 夕陽情報（ - 2012年3月25日）毎週日曜日[注釈 6]
- 東京まちかど☆天文台（2013年4月19日・4月26日、TOKYO FM）※ゲスト出演[注釈 7]
- 鷲崎健のヒマからぼたもち（2022年9月11日、文化放送）※ゲスト出演[30]
- 志の輔ラジオ 落語DEデート（2022年12月11日、文化放送）※ゲスト出演[31]

### 雑誌
- メメプロ presents アキバガイドブック (2006年2月 太田出版)
- グラビアザテレビジョン vol.15（2009年7月17日、角川書店）
- 星ナビ（2013年8月号、アストロアーツ）
- 星ナビ（2014年8月号、アストロアーツ）

### CD
- GRATITUDE～超ラジ!Rookie Memorial Songs～（2008年11月2日） 「超ラジ!Rookie解散式」イベントで一日限定結成したユニット“SAY-U”として披露した「4-You」を新たにレコーディングしたバージョンで収録。A&Gショップとネットショップで数量限定販売。

## WEATHEROID Type A Airi
WEATHEROID Type A Airi（ウェザーロイド タイプ エー アイリ）は、ウェザーニューズが運営する番組内に登場キャラクター。本項では以下、ウェザーロイドと表記する。

### 来歴（ウェザーロイド）
- 2011年
  - 12月、ソラトモパーティーで企画発表。
- 2012年
  - 2月、ニコニコ静画の『WEATHEROIDキャラクター・イラストコンテスト』でイラストを公募して選考結果、イラストレーターしゅく（田上俊介）の作品が採用された[33]。
  - 4月13日、『SOLiVE ムーン』で初披露し[34]、『SOLiVE フライデーナイト』から本格的にデビューする[35]。
  - 4月9日、ニコニコ超会議で「ウェザーロイド Type A アイリン Tシャツ」が当日限定でサイン入り販売。7月に期間限定再発売される。
  - 12月7日、3Dでソラトモパーティー2012に初登場。リアルタイムモーショントラッキングシステムによりスムーズに動き回り、ボックスダンス等を披露した。
- 2013年
  - 2月4日、Kinectによるシステムが開発されてSOLiVE ムーンに初登場。アイーンなどを披露した[36]。同日以降の出演は、3Dタイプが標準となる。
- 2015年
  - 3月10日、公式ウェブサイトを開設。サイト内でMikuMikuDance用3Dモデルデータや静止画データが無料配布され[37]、利用規約の範囲内で誰でも自由に使用可能。『SOLiVE ナイト』木曜日の放送ではニコニコ動画に投稿された動画作品を紹介するコーナーも設けられた。
- 2018年
  - 4月16日、ウェザーニュースLiVEへのリニューアルに伴い、「ウェザーロイドの時間」開始。自動音声が山岸の地声をベースにしたものから、「省エネモード」と称した機械音声に変更された。
  - 5月17日、YouTubeのチャンネルを開設。「デビュー7年目の新人バーチャルYouTuber」として正式に活動を開始した[38]。
  - 7月19日、ときのそらと初共演した。
  - 9月20日、月ノ美兎とコラボ配信を実施し、初期のイラストをベースにした2Dモデルを披露した。
  - 12月20日、かしこまりとコラボ配信を実施。
- 2019年
  - 7月8日、ウェザーニュースLIVE改編に伴い22時 - 23時に放送時間を変更。登場曜日も木曜日のみに変更。
  - 8月12日、ペルセウス座流星群特別番組でガチャピンとコラボ配信した[39]。
  - 12月16日、燦鳥ノムとコラボを実施、大乱闘スマッシュブラザーズ SPECIALで対決を行った[40]。
- 2020年
  - 6月29日、ロート製薬とウェザーニュースが共同研究を発表し[41]、根羽清ココロとコラボを実施[42]。
  - 10月22日、チャンネル登録者数10万人を達成し、銀の盾が送付されたことを発表[43]。
- 2021年
  - 5月13日、チャンネル登録者数13万人を達成[44]。
- 2022年
  - 3月10日、『ウェザーロイドAiri×山岸愛梨コラボグッズ』をヴィレッジヴァンガードにて販売[45]。

### プロフィール（ウェザーロイド）
出典：
- 声 - 山岸愛梨 / 愛称 - ポン子 / 性別 - 女性 / 年齢 - 24歳 / 身長 - 158センチメートル → 158.8センチメートル（2024年11月28日 - ）
- 視力 - 1.0（コンタクト） → 1.5（コンタクト）（2024年4月12日 - ）
- 動力源 - 充電式 単3電池2本
- 握力 - 強
- 兄弟 - 兄が1人
- 特技 - お悩み相談・足が速い・関節が柔らかい・歌
- 趣味 - 高層天気図・エゴサ
- 好きな空 - 飛行機雲のできた青空・冬の星空・積乱雲のある空・ダブルの虹
- 好きな食べ物 - パン全般（特にメロンパン）・カルビ
- 好きなプロテイン - ザバス（ココア味）
- 好きな動物 - 猫・犬・レッサーパンダ
- 好きな星座 - 双子座・オリオン座・や座
- 好きな曜日 - 金曜日
- 苦手な曜日 - 水曜日
- 座右の銘 - 石の上にも12年（仮）
- 付属機能 - 防水（雨対策）・超高性能花粉センサー（主に杉花粉）
- 拡張機能 - 虹アラーム
- 推奨気圧 - 1030 - 1052hPa（高気圧）
- 天気予報の特徴 - 天気で元気を伝える。ダジャレやコメント仕立ての天気予報をすることが特徴である。
- 夢 - 世の中の人、全てを天気好き（お天気ガチ勢）にすること

### 出演番組（ウェザーロイド）

#### 現在
- ウェザーニュースLiVE・ムーン内「ウェザーロイドの時間」（木曜 22時 - 23時頃、2019年7月11日 - ）
  - 山岸が動作モデルと声を担当。
  - 荒天時や地震などの自然災害が発生した場合は休止となる事がある。
- ぶい!ちーばー!!（千葉テレビ、2019年7月7日 - ）[50]
- ウェザーロイドのようこそ金曜日 スマパス天気予報（auスマートパス公式Twitter、毎週金曜日配信）[注釈 9]

#### 過去
- SOLiVE ミッドナイト（1時30分頃[注釈 10]・4時30分頃[注釈 11]）
- SOLiVE ナイト（木曜、2014年4月10日[59] - 2017年10月26日[60]）
  - 木曜のメインMCを担当。自身がウェザーロイドであることを忘れたかのようなメタ発言、3Dモデルやモーションキャプチャの不具合による奇抜な動き、花粉症（本人曰く「高性能の花粉レーダー」）など生放送ならではのアクシデントが飛び出すことも多々あった。24時を過ぎ金曜日になった直後に「ようこそ、金曜日！」と叫ぶのことが慣例となっていた。2015年6月からインターバル中の時報ボイスも追加。これらの特徴はウェザーニュースLiVE内のコーナーに引き継がれている。
- SOLiVE ムーン（木曜 22時 - 22時30分頃、2017年11月2日[61] - 2018年4月12日[62]）
- ウェザーニュースLiVE内「ウェザーロイドの時間」（毎日 23時 - 24時頃、2018年4月16日 - 2019年7月7日）
  - 木曜はスタジオから放送し、山岸が動作モデルと声を担当する。本人はこの状態を「フル充電モード」と呼んでいる。金曜 - 水曜は番組スタッフが動作モデルと機械音声の打ち込みを担当する。この状態は「省エネモード」と呼んでいる。まれに後者の操作を山岸が担当する場合がある。2018年9月21日の配信では、前日の月ノ美兎とのコラボ生配信から見始めた視聴者に配慮し、前半は山岸が声を担当し、説明後に省エネモードへ替わった。2019年7月の番組改編で週一回の放送となって以降、省エネモードは休止扱いとなっている。
  - 荒天時や地震などの自然災害が発生した場合は休止やYouTubeのみでの配信の場合あり。2018年7月1日 - 8日まで平成30年台風第7号と平成30年7月豪雨の影響で番組を休止したことなどがある。
- ニコニコ生放送 天気お姉さんがニコ生やってみた[27][出典無効]
- ニコニコ生放送 ウェザーロイド天気[27][出典無効]
- バーチャルタレントの"INSIDE"に迫る ～THE MENTAL JUDGE～（ニコニコ生放送、2018年8月3日）[63]
- バーチャルタレントの"INSIDE"に迫る THE MENTAL JUDGE2（ニコニコ生放送、2018年9月29日）[64]
- 第9世代インテル® Core™i9プロセッサー発売記念 ゲーマー応援イベント ～Core i9がゲームをもっと楽しくする!～（ニコニコ生放送、2018年11月23日）[65][66]
- バーチャルさんはみている（2019年、TOKYO MX）
- グノシーQ（2019年8月15日、MC）[67]
- 週刊MoguLive!（「天気予報コーナー」、2019年4月21日 -　2020年3月31日）[68][69]
- 有吉大反省会（日本テレビ、2020年10月3日）[6]
- ABEMA Prime（ABEMA、2020年10月6日）
- 中島由貴とミライアカリの女子会ですが（2022年3月19日、BS日テレ）※ゲスト出演[70]

### 書籍（ウェザーロイド）
- 『お天気お姉さんVTuber ウェザーロイドAiriのソラヨミのススメ。』KADOKAWA、2019年3月30日。ISBN 978-4-04-735592-7。

## マドモアゼルアイリーン
マドモアゼルアイリーンは、SOLiVE スターで進行を担当し、山岸が扮するキャラクター。本項では以下、マドモアゼルと表記する。
山岸の友人の設定で、山岸がマドモアゼルと同一人物と認めることは無いが、マドモアゼルはテンションが一定値を超え暴走を始めると、同一人物であると認めることがある。
ふたご座から流星に乗って地球に来たと主張している。

### 来歴（マドモアゼル）
- 2012年5月の金環日食では、観測用の日食サングラス「日食グラスSTAR☆-マドモアゼルアイリーン星型メガネ量産モデル」がウェザーニューズ公式サイト「ソラショップチャンネル」で発売されて即完売[注釈 14]した。
- 2017年4月22日のこと座流星群特別番組を最後に番組を『卒業』。8月12日のペルセウス座流星群特別番組で、マドモアゼルに代わりアフロディーテ・イズミーンが登場した。
- 2018年1月3日のしぶんぎ座流星群特別番組に再登場した。

### 出演番組（マドモアゼル）

#### SOLiVE スター
マドモアゼルアイリーンは、登場時期によって衣装（本人は「ネマキ」と呼称）が大きく異なる。衣装ごとに分類し、以下に出演番組を列挙する。

##### 初代
白いブラウスやショールが印象的なスタイル。星型サングラスは初回より確立。頭部にレディーガガ風の大きなリボン、またはアンテナ状のカチューシャを装着する。
- ふたご座流星群（2010年12月14日 - 15日放送）
- しぶんぎ座流星群（放送日：2011年1月3日 - 4日）

##### 第2世代
赤いフランス軍服系衣装。頭部の光るカチューシャはこの時期に確立。
- ペルセウス座流星群（放送日：2011年8月12日 - 13日）

##### 第3世代
白とピンク、ゴールド。ラメ入りの豪華な衣装。本人曰く寝巻。
- オリオン座流星群（放送日：2011年10月21日 - 22日）
- しし座流星群（放送日：2011年11月17日 - 18日）
- ふたご座流星群（放送日：2011年12月14日 - 15日）
- しぶんぎ座流星群（放送日：2012年1月3日 - 4日）
- 金環日食（放送日：2012年5月21日 6時 - 9時）
- ペルセウス座流星群（放送日：2012年8月12日 21時 - 23時）
- オリオン座流星群（放送日：2012年10月21日 - 22日 22時 - 1時）
- しし座流星群（放送日：2012年11月17日 - 18日 22時 - 1時）
- ふたご座流星群（放送日：2012年12月13日 - 14日 22時 - 1時）
- ペルセウス座流星群（放送日：2013年8月12日 - 13日 21時 - 1時）

##### 第4世代
白とピンク、ゴールド。黄金聖闘士やももいろクローバーZを彷彿とさせる鎧に金の王冠を装着する。ラメ感は少なく、第3世代のものより着替えやすい模様。
- こと座流星群（放送日：2014年4月22日 - 23日 21時 - 1時）

#### SOLiVE スター以外
- ソラトモパーティー2011
- ソラウタMVを作ろう素材 ソラウタノナツ
- ソラウタSirius アイリーンバージョンMV
- SOLiVE ナイト（放送日：2014年4月18日）※2分程度、声のみの出演